# Isochromodes latifascia
Isochromodes latifascia är en fjärilsart som beskrevs av W. Warren 1904. Isochromodes latifascia ingår i släktet Isochromodes och familjen mätare. Inga underarter finns listade i Catalogue of Life.